# Copa América
La Copa América (Coppa America) è il campionato continentale di calcio della CONMEBOL, la federazione che raggruppa le nazionali del Sud America. Si tratta del più antico torneo calcistico per nazionali tuttora disputato che non sia organizzato all'interno di una rassegna polisportiva più ampia, poiché la sua prima edizione risale al 1916 in Argentina.
Nata come Campeonato Sudamericano de Football (Campeonato Sud-Americano de Football in lingua portoghese), adotta dall'edizione del 1975 il nome attuale. Nelle 48 edizioni disputate fino a oggi, sono otto le nazionali che sono riuscite a vincere il trofeo: la più titolata è l’Argentina, con sedici trofei, seguita dall'Uruguay con quindici vittorie e dal Brasile con nove successi; Cile, Paraguay e Perù vantano due vittorie ciascuno e, infine, Bolivia e Colombia hanno in bacheca una vittoria per parte. Solo Ecuador e Venezuela non hanno ancora vinto il titolo. L'Uruguay è la nazionale con il maggior numero di partecipazioni alla fase finale del torneo (46). L'Uruguay e la Colombia sono le uniche nazionali ad aver vinto la competizione in tutte le edizioni disputate da Paesi organizzatori (rispettivamente sette e una volta).

## Cadenza

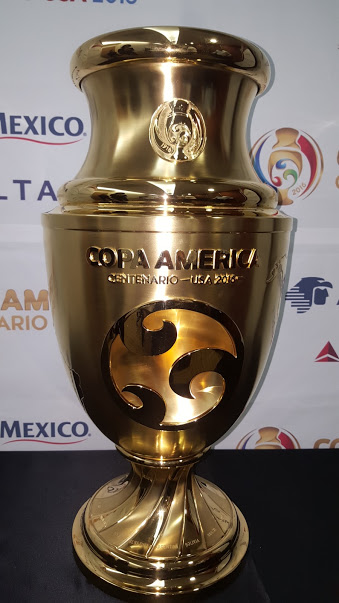
Il trofeo d'oro assegnato al Cile campione del SudAmerica nel 2016 Copa América Centenario.

La cadenza del torneo è stata ripetutamente modificata nel corso del tempo.
Nelle prime edizioni (dal 1916 agli anni '60) essa era del tutto irregolare: si giocava anche una volta l'anno; le edizioni straordinarie divennero frequenti a partire dagli anni '30; l'edizione del 1937, organizzata in Argentina, iniziò in realtà nel dicembre 1936 per concludersi a febbraio; nel 1959 si disputarono addirittura due edizioni, una regolare e una a carattere straordinario.
A partire dall'edizione del 1975 si affermò, de facto, la cadenza quadriennale che durò fino alla Copa América 1987, a partire dalla quale la CONMEBOL deliberò di organizzare la competizione ogni due anni. Tale decisione fu mantenuta fino al 2001: la coppa si teneva negli anni dispari, allo scopo di evitare la concomitanza con i campionati mondiali di calcio e con le Olimpiadi.
La pratica di un'edizione ogni due anni è stata tuttavia abbandonata per evitare di disputare il torneo l'anno precedente ai mondiali di calcio. Infatti, con la trasformazione dei gironi di qualificazione dell'area sudamericana in un unico grande girone da dieci squadre (tale maxigirone fu introdotto nelle qualificazioni a Francia 1998), le nazionali tendevano, nelle edizioni svoltesi l'anno prima del mondiale, a convocare giocatori di secondo livello per permettere a quelli principali di riposare, abbassando così notevolmente il livello del gioco.
Così, a partire dall'edizione 2001, si decise per la cadenza triennale, mantenuta fino alla Copa América 2007. Per evitare la sovrapposizione con il campionato mondiale 2010, nella riunione di Asunción del 19 dicembre 2007, il Comitato esecutivo della CONMEBOL decise di adottare la cadenza quadriennale a partire dal 2011, stavolta in maniera regolare. Il regolamento prevedeva comunque possibili edizioni straordinarie della Copa América, giocate a distanza di meno di quattro anni dall'ultima disputata, qualora ne facessero richiesta almeno dieci paesi. Nel 2016, eccezionalmente per i cento anni dall'istituzione del torneo, la CONMEBOL organizzò un'edizione speciale della competizione denominata Copa América Centenario.
Nel 2020 la prevista edizione che avrebbe dovuto svolgersi in contemporanea al campionato europeo 2020 fu rinviata a causa della pandemia di COVID-19 e si disputò nel 2021, sempre in concomitanza con il campionato europeo, anch'esso posticipato di 12 mesi.
A partire da allora, si decise che il torneo si sarebbe svolto negli anni pari con cadenza quadriennale, in concomitanza con i campionati europei.

## Formula
Dopo l'abbandono del girone all'italiana (in uso dal 1916 fino all'edizione 1967), il torneo ha più volte mutato formula.
Dall'edizione 1975 (la prima disputata con tutte le dieci nazionali affiliate alla CONMEBOL) a quella del 1983 il torneo non fu organizzato da alcun Paese. Al contrario, le selezioni partecipanti (esclusa quella campione in carica) si affrontavano in tre gironi da tre squadre ciascuno in partite di andata e ritorno nei rispettivi Paesi. Le tre nazionali che vincevano i gironi iniziali accedevano poi alle semifinali, dove entrava in gioco anche la squadra campione uscente. Le vincenti accedevano alla finale, mentre non si giocava la finale per il terzo posto. Anche semifinali e finale erano giocate in gare di andata e ritorno.
Le regole cambiarono in occasione dell'edizione 1987, allorché la CONMEBOL decise di riaffidare l'organizzazione del torneo ad un solo Paese (che in quel caso fu l'Argentina). Fu confermata la formula in uso dal 1975, con la sola differenza che le partite non erano più in doppia sfida, ma in gara unica. In questa edizione venne anche introdotta la finale per il terzo posto.
Due anni dopo, nell'edizione 1989 in Brasile, il regolamento subì ulteriori modifiche: le dieci squadre partecipanti, infatti, furono divise in due gironi all'italiana da cinque squadre ciascuno. Le prime due classificate accedevano al girone finale a 4, la cui vincente si aggiudicava il titolo.
Nell'edizione 1993 in Ecuador, conseguentemente alla decisione di aprire il torneo anche a due squadre non affiliate alla CONMEBOL (portando così a 12 il numero delle squadre in lizza), venne introdotto un nuovo formato. Tale formula contemplava un primo turno con tre gironi all'italiana da quattro squadre ciascuno; le prime due classificate di ogni girone e le due migliori terze si qualificavano ai quarti di finale. Da qui in avanti, si avevano gare ad eliminazione diretta. In queste ultime, fino all'edizione 2007, se i tempi regolamentari si concludevano in parità, si andava direttamente ai tiri di rigore, senza disputare i tempi supplementari. Dall'edizione 2011 furono introdotti anche nella Copa América i tempi supplementari per tutti i turni ad eliminazione diretta, usati poi solo in finale dall'edizione 2015. Nonostante il successo della Copa América Centenario giocata a 16 squadre, la CONMEBOL confermò il formato a 12 partecipanti anche per le successive edizioni.
Nel 2019 fu deliberata l'introduzione di un nuovo formato, che avrebbe dovuto entrare in vigore nell'edizione del 2020. La formula prevedeva la partecipazione di 12 squadre divise in 2 gironi da 6 squadre ciascuno; ad ospitare il torneo potevano essere anche due Paesi, in ciascuno dei quali si sarebbero disputate tutte le partite di un girone. In tal modo ogni squadra avrebbe avuto la garanzia di disputare almeno cinque partite, contro le tre previste dal vecchio formato. Tuttavia, a causa della pandemia di COVID-19, il torneo si disputò nel 2021 e vide la partecipazione di 10 squadre anziché delle 12 previste. Conseguentemente, il torneo fu strutturato in due gironi da cinque squadre ciascuno, con le prime 4 classificate che avanzarono alla fase ad eliminazione diretta.
Per l'edizione del 2024 il torneo subì un nuovo cambio di formato, con l'allargamento a 16 squadre; oltre alle 10 della CONMEBOL, le rimanenti 6 qualificate tramite la CONCACAF Nations League, con la prima fase composta da quattro gironi da 4 squadre e le prime 2 di ognuno che accedono ai quarti di finale.

## Paesi organizzatori

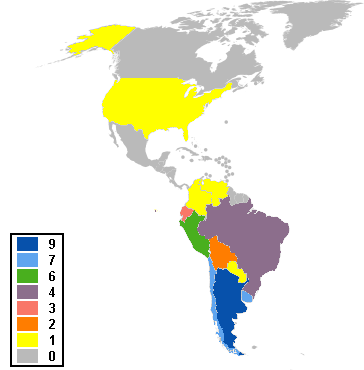
Numero di organizzazioni (fino alla Coppa America 2016)

Dopo che l'organizzazione del torneo fu, durante l'epoca del Campeonato Sudamericano, decisa di volta in volta dalla CONMEBOL e dopo che nelle edizioni del 1975, 1979 e 1983 nessun Paese organizzò la Coppa America, nel 1984 il massimo organo calcistico sudamericano optò per un nuovo criterio di assegnazione: l'ordine alfabetico. Di volta in volta, il Paese avente diritto avrebbe dovuto confermare la propria volontà (e possibilità) di ospitare la rassegna: in caso contrario sarebbe subentrato il Paese successivo, in caso di rifiuto anche di quest'ultimo, quello ulteriormente successivo o un altro interessato.
Così dal 1987 al 2007 hanno organizzato il torneo nell'ordine l'Argentina (1987), il Brasile (1989), il Cile (1991), l'Ecuador (1993), l'Uruguay (1995), la Bolivia (1997), il Paraguay (1999), la Colombia (2001), il Perù (2004) ed il Venezuela (2007).
Come si nota, l'ordine alfabetico non è stato sempre rispettato. Già in vista dell'edizione 1989, la Bolivia chiese di essere rimandata a data da destinarsi, per insufficienza di strutture e risorse: le subentrò così il Brasile, mentre il Paese andino avrebbe ospitato la Coppa America soltanto 8 anni più tardi, nel 1997. Nel 1993, poi, la Colombia fu saltata per motivi di sicurezza, mentre l'organizzazione dell'edizione 1995 fu direttamente assegnata all'Uruguay, unico dei Paesi restanti in grado di ospitare la manifestazione.
Dopo l'edizione del 2007, il comitato esecutivo della CONMEBOL, nella citata riunione di Asunción del 19 dicembre 2007, ha fissato al 2011 la data dell'edizione successiva e ha deciso di aprire un nuovo ciclo per l'organizzazione del torneo, anche in tal caso basato sull'ordine alfabetico, a partire dall'Argentina. Anche stavolta l'ordine non è stato rispettato: scartata la Bolivia, il Brasile avrebbe dovuto ospitare l'edizione 2015, ma dato che il Paese brasiliano era impegnato nell'organizzazione di altri importanti eventi (Confederations Cup 2013, Giornata mondiale della gioventù 2013, Mondiale 2014 e Olimpiade 2016), ha chiesto e ottenuto, col benestare della CONMEBOL, uno scambio di edizioni col Cile, che ha visto quindi anticipata l'edizione casalinga dal 2019 al 2015. Inoltre, con il consenso di tutte le federazioni, nel 2016 si è svolta un'edizione speciale negli Stati Uniti d'America, in occasione del centenario della competizione e della confederazione continentale, a 16 squadre.
Dopo l'edizione disputata in Brasile nel 2019, l'anno successivo il torneo avrebbe dovuto svolgersi inizialmente in Argentina e Colombia ma, a causa della pandemia di COVID-19, l'edizione è stata rinviata al 2021 e spostata nuovamente in Brasile.
L'edizione 2024 è stata organizzata nuovamente negli Stati Uniti d'America.

## Nazionali partecipanti

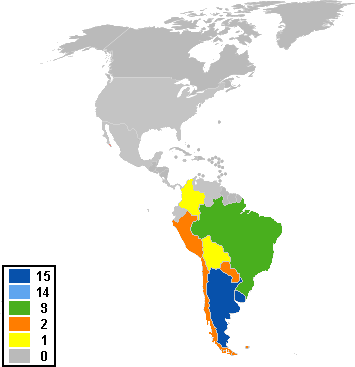
Numero di vittorie fino alla Copa América 2021

Numero di vittorie dei membri COMNEBOL fino alla Copa América 2021

Le nazionali che prendono parte alla Copa América sono dodici.
Partecipanti fisse sono le selezioni dei dieci Paesi membri della Confederazione sudamericana: Argentina, Bolivia, Brasile, Cile, Colombia, Ecuador, Paraguay, Perù, Uruguay e Venezuela.
A partire dall'edizione 1993 vengono invitate anche due rappresentative di Paesi non affiliati alla CONMEBOL. Trattasi, tradizionalmente, di squadre nord e centro americane, affiliate alla CONCACAF.
Di fatto, ospite fisso della Coppa America sin dal 1993 è il Messico, che da allora ha partecipato a tutte le edizioni della manifestazione disputate fino al 2016. Altre nazionali di federazioni affiliate alla CONCACAF ad aver partecipato più volte alla Coppa America sono la Costa Rica (presente alle edizioni del 1997, del 2001, del 2004 e del 2011) e gli Stati Uniti (partecipanti alle edizioni del 1993, del 1995, del 2007, del 2016 e del 2024).
Nel 2001, a causa della defezione dell'Argentina e del Canada (quest'ultima originariamente invitata con il Messico), partecipò anche l'Honduras, insieme alla Costa Rica e al Messico, portando così a 3 il numero delle partecipanti a quell'edizione esterne alla CONMEBOL.
Nell'edizione 1999, per la prima volta nella storia del torneo fu invitata una nazionale asiatica, il Giappone. La selezione nipponica avrebbe dovuto partecipare anche all'edizione del 2011, ma dovette rinunciare a seguito del terremoto del Tōhoku del marzo 2011, che costrinse la federazione giapponese a sospendere il campionato nazionale, riprendendolo proprio durante l'estate.
Nell'edizione 2015 ha debuttato la Giamaica, mentre in occasione della Copa América Centenario del 2016, disputata eccezionalmente con 16 squadre, hanno esordito anche Haiti e Panama.
Nell'edizione 2019 non vi sono state, per la prima volta dall'estensione del numero delle squadre partecipanti a 12, selezioni CONCACAF: Messico e Stati Uniti, inizialmente invitate, hanno declinato in ragione della concomitanza del torneo con la CONCACAF Gold Cup 2019. Il loro posto è stato rimpiazzato da due squadre asiatiche: il Giappone e l'esordiente Qatar.
Per l'edizione 2021, sono state invitate Qatar e, per la prima volta in assoluto, l'Australia. Successivamente, a causa della pandemia di COVID-19, le due selezioni hanno declinato l'invito. Per questo motivo tale edizione è stata la prima dal 1991 in cui hanno preso parte solo le dieci nazionali affiliate alla CONMEBOL.
L'edizione 2024 vede la partecipazione delle dieci nazionali affiliate alla CONMEBOL e di sei nazionali affiliate alla CONCACAF, selezionate tramite la CONCACAF Nations League 2023-2024. Fa il suo esordio nella competizione il Canada.

## Albo d'oro
Di seguito tutte le edizioni del Campeonato Sudamericano de Football e della Copa América. Nell'edizione 1916 non era in palio il trofeo, che venne invece assegnato dall'edizione successiva. Anche nelle edizioni 1935, 1941, 1945, 1946, 1956 e 1959 del Campeonato Sudamericano non era in palio il trofeo, ma sono comunque riconosciute come ufficiali dalla CONMEBOL.
| 1916 | Argentina | Uruguay   | [ 18 ]                                           | Argentina | Brasile   | [ 18 ] | Cile      |
| 1917 | Uruguay   | Uruguay   | [ 18 ]                                           | Argentina | Brasile   | [ 18 ] | Cile      |
| 1919 | Brasile   | Brasile   | 1-0 (dts) Stadio das Laranjeiras, Rio de Janeiro | Uruguay   | Argentina | [ 18 ] | Cile      |
| 1920 | Cile      | Uruguay   | [ 18 ]                                           | Argentina | Brasile   | [ 18 ] | Cile      |
| 1921 | Argentina | Argentina | [ 18 ]                                           | Brasile   | Uruguay   | [ 18 ] | Paraguay  |
| 1922 | Brasile   | Brasile   | 3-0 Stadio das Laranjeiras, Rio de Janeiro       | Paraguay  | Uruguay   | [ 18 ] | Argentina |
| 1923 | Uruguay   | Uruguay   | [ 18 ]                                           | Argentina | Paraguay  | [ 18 ] | Brasile   |
| 1924 | Uruguay   | Uruguay   | [ 18 ]                                           | Argentina | Paraguay  | [ 18 ] | Cile      |
| 1925 | Argentina | Argentina | [ 18 ]                                           | Brasile   | Paraguay  | [ 18 ] | Nessuna   |
| 1926 | Cile      | Uruguay   | [ 18 ]                                           | Argentina | Cile      | [ 18 ] | Paraguay  |
| 1927 | Perù      | Argentina | [ 18 ]                                           | Uruguay   | Perù      | [ 18 ] | Bolivia   |
| 1929 | Argentina | Argentina | [ 18 ]                                           | Paraguay  | Uruguay   | [ 18 ] | Perù      |
| 1935 | Perù      | Uruguay   | [ 18 ]                                           | Argentina | Perù      | [ 18 ] | Cile      |
| 1937 | Argentina | Argentina | 2-0(dts) Stadio Gasometro, Buenos Aires          | Brasile   | Uruguay   | [ 18 ] | Paraguay  |
| 1939 | Perù      | Perù      | [ 18 ]                                           | Uruguay   | Paraguay  | [ 18 ] | Cile      |
| 1941 | Cile      | Argentina | [ 18 ]                                           | Uruguay   | Cile      | [ 18 ] | Perù      |
| 1942 | Uruguay   | Uruguay   | [ 18 ]                                           | Argentina | Brasile   | [ 18 ] | Paraguay  |
| 1945 | Cile      | Argentina | [ 18 ]                                           | Brasile   | Cile      | [ 18 ] | Uruguay   |
| 1946 | Argentina | Argentina | [ 18 ]                                           | Brasile   | Paraguay  | [ 18 ] | Uruguay   |
| 1947 | Ecuador   | Argentina | [ 18 ]                                           | Paraguay  | Uruguay   | [ 18 ] | Cile      |
| 1949 | Brasile   | Brasile   | 7-0 Stadio São Januário, Rio de Janeiro          | Paraguay  | Perù      | [ 18 ] | Bolivia   |
| 1953 | Perù      | Paraguay  | 3-2 Stadio nazionale del Perù, Lima              | Brasile   | Uruguay   | [ 18 ] | Cile      |
| 1955 | Cile      | Argentina | [ 18 ]                                           | Cile      | Perù      | [ 18 ] | Uruguay   |
| 1956 | Uruguay   | Uruguay   | [ 18 ]                                           | Cile      | Argentina | [ 18 ] | Brasile   |
| 1957 | Perù      | Argentina | [ 18 ]                                           | Brasile   | Uruguay   | [ 18 ] | Perù      |
| 1959 | Argentina | Argentina | [ 18 ]                                           | Brasile   | Paraguay  | [ 18 ] | Perù      |
| 1959 | Ecuador   | Uruguay   | [ 18 ]                                           | Argentina | Brasile   | [ 18 ] | Ecuador   |
| 1963 | Bolivia   | Bolivia   | [ 18 ]                                           | Paraguay  | Argentina | [ 18 ] | Brasile   |
| 1967 | Uruguay   | Uruguay   | [ 18 ]                                           | Argentina | Cile      | [ 18 ] | Paraguay  |

| 1975 | Itinerante  | Perù      | 0-1 / 2-0 1-0 (spareggio) Stadio olimpico dell'Università Centrale del Venezuela, Caracas | Colombia  | Brasile   | [ 21 ]                                                              | Uruguay     |
| 1979 | Itinerante  | Paraguay  | 3-0 / 0-1 0-0 (dts) (spareggio) Stadio José Amalfitani, Buenos Aires                      | Cile      | Brasile   | [ 21 ]                                                              | Perù        |
| 1983 | Itinerante  | Uruguay   | 2-0 / 1-1                                                                                 | Brasile   | Paraguay  | [ 21 ]                                                              | Perù        |
| 1987 | Argentina   | Uruguay   | 1-0 Stadio Monumental Antonio Vespucio Liberti, Buenos Aires                              | Cile      | Colombia  | 2-1 Stadio Monumental Antonio Vespucio Liberti, Buenos Aires        | Argentina   |
| 1989 | Brasile     | Brasile   | [ 22 ]                                                                                    | Uruguay   | Argentina | [ 22 ]                                                              | Paraguay    |
| 1991 | Cile        | Argentina | [ 23 ]                                                                                    | Brasile   | Cile      | [ 23 ]                                                              | Colombia    |
| 1993 | Ecuador     | Argentina | 2-1 Stadio Monumental Isidro Romero Carbo, Guayaquil                                      | Messico   | Colombia  | 1-0 Stadio Reales Tamarindos, Portoviejo                            | Ecuador     |
| 1995 | Uruguay     | Uruguay   | 1-1 5-3 (dtr) Stadio del Centenario, Montevideo                                           | Brasile   | Colombia  | 4-1 Stadio Domingo Burgueño, Maldonado                              | Stati Uniti |
| 1997 | Bolivia     | Brasile   | 3-1 Stadio Hernando Siles, La Paz                                                         | Bolivia   | Messico   | 1-0 Stadio Jesús Bermúdez, Oruro                                    | Perù        |
| 1999 | Paraguay    | Brasile   | 3-0 Stadio Defensores del Chaco, Asunción                                                 | Uruguay   | Messico   | 2-1 Stadio Defensores del Chaco, Asunción                           | Cile        |
| 2001 | Colombia    | Colombia  | 1-0 Stadio Nemesio Camacho, Bogotà                                                        | Messico   | Honduras  | 2-2 5-4 (dtr) Stadio Nemesio Camacho, Bogotà                        | Uruguay     |
| 2004 | Perù        | Brasile   | 2-2 4-2 (dtr) Stadio nazionale del Perù, Lima                                             | Argentina | Uruguay   | 2-1 Stadio Garcilaso de la Vega, Cusco                              | Colombia    |
| 2007 | Venezuela   | Brasile   | 3-0 Stadio José Encarnación Romero, Maracaibo                                             | Argentina | Messico   | 3-1 Stadio olimpico dell'Università Centrale del Venezuela, Caracas | Uruguay     |
| 2011 | Argentina   | Uruguay   | 3-0 Stadio Monumental Antonio Vespucio Liberti, Buenos Aires                              | Paraguay  | Perù      | 4-1 Stadio Città di La Plata, La Plata                              | Venezuela   |
| 2015 | Cile        | Cile      | 0-0 (dts) 4-1 (dtr) Stadio nazionale del Cile, Santiago del Cile                          | Argentina | Perù      | 2-0 Stadio municipale sindaca Ester Roa Rebolledo, Concepción       | Paraguay    |
| 2016 | Stati Uniti | Cile      | 0-0 (dts) 4-2 (dtr) MetLife Stadium, East Rutherford                                      | Argentina | Colombia  | 1-0 State Farm Stadium, Glendale                                    | Stati Uniti |
| 2019 | Brasile     | Brasile   | 3-1 Stadio Maracanã, Rio de Janeiro                                                       | Perù      | Argentina | 2-1 Arena Corinthians, San Paolo                                    | Cile        |
| 2021 | Brasile     | Argentina | 1-0 Stadio Maracanã, Rio de Janeiro                                                       | Brasile   | Colombia  | 3-2 Stadio nazionale Mané Garrincha, Brasilia                       | Perù        |
| 2024 | Stati Uniti | Argentina | 1-0 Hard Rock Stadium, Miami                                                              | Colombia  | Uruguay   | 2-2 4-3 (dtr) Bank of America Stadium, Charlotte                    | Canada      |

## Statistiche generali

### Classifica generale
Dati aggiornati alla Copa América 2021.
| Pos. | Squadra     | Pt  | G   | V   | N  | P  | GF  | GS  | DR   |
| ---- | ----------- | --- | --- | --- | -- | -- | --- | --- | ---- |
| 1.   | Argentina   | 423 | 202 | 127 | 42 | 33 | 474 | 182 | +292 |
| 2.   | Uruguay     | 374 | 206 | 112 | 38 | 56 | 410 | 222 | +188 |
| 3.   | Brasile     | 362 | 191 | 108 | 38 | 45 | 430 | 204 | +226 |
| 4.   | Paraguay    | 235 | 177 | 64  | 43 | 70 | 264 | 303 | -39  |
| 5.   | Cile        | 234 | 188 | 67  | 33 | 88 | 291 | 316 | -25  |
| 6.   | Perù        | 213 | 161 | 58  | 39 | 64 | 230 | 255 | -25  |
| 7.   | Colombia    | 172 | 124 | 49  | 25 | 50 | 142 | 191 | -49  |
| 8.   | Bolivia     | 86  | 119 | 20  | 26 | 73 | 108 | 298 | -190 |
| 9.   | Ecuador     | 74  | 126 | 16  | 26 | 84 | 134 | 327 | -193 |
| 10.  | Messico     | 70  | 48  | 19  | 13 | 16 | 66  | 62  | +4   |
| 11.  | Venezuela   | 41  | 70  | 8   | 17 | 45 | 52  | 180 | -128 |
| 12.  | Costa Rica  | 18  | 17  | 5   | 3  | 9  | 17  | 31  | -14  |
| 13.  | Stati Uniti | 17  | 18  | 5   | 2  | 11 | 18  | 29  | -11  |
| 14.  | Honduras    | 10  | 6   | 3   | 1  | 2  | 7   | 5   | +2   |
| 15.  | Panama      | 3   | 3   | 1   | 0  | 2  | 4   | 10  | -6   |
| 16.  | Giappone    | 3   | 6   | 0   | 3  | 3  | 6   | 15  | -9   |
| 17.  | Qatar       | 1   | 3   | 0   | 1  | 2  | 2   | 5   | -3   |
| 18.  | Giamaica    | 0   | 6   | 0   | 0  | 6  | 0   | 9   | -9   |
| 19.  | Haiti       | 0   | 3   | 0   | 0  | 3  | 1   | 12  | -11  |

### Miglior piazzamento di ogni squadra (solo membri CONMEBOL)
Campione
- 16  Argentina (1921, 1925, 1927, 1929, 1937, 1941, 1945, 1946, 1947, 1955, 1957, 1959, 1991, 1993, 2021, 2024)
- 15  Uruguay (1916, 1917, 1920, 1923, 1924, 1926, 1935, 1942, 1956, 1959, 1967, 1983, 1987, 1995, 2011)
- 9  Brasile (1919, 1922, 1949, 1989, 1997, 1999, 2004, 2007, 2019)
- 2  Perù (1939, 1975),  Paraguay (1953, 1979),  Cile (2015, 2016)
- 1  Bolivia (1963),  Colombia (2001)

Quarto posto
- 2  Ecuador (1959, 1993)
- 1  Venezuela (2011)

### Ultimo titolo
- Argentina: 2024
- Brasile: 2019
- Cile: 2016
- Uruguay: 2011
- Colombia: 2001
- Paraguay: 1979
- Perù: 1975
- Bolivia: 1963

### Primo titolo
- Uruguay: 1916
- Brasile: 1919
- Argentina: 1921
- Perù: 1939
- Paraguay: 1953
- Bolivia: 1963
- Colombia: 2001
- Cile: 2015

### I Paesi organizzatori
Le edizioni 1924 e 1953 furono organizzate a spese del Paraguay, che non disponeva delle infrastrutture per ospitare l'evento in patria.
| Numero edizioni | Paese       | Anno/i                                               |
| --------------- | ----------- | ---------------------------------------------------- |
| 9               | Argentina   | 1916, 1921, 1925, 1929, 1937, 1946, 1959, 1987, 2011 |
| 7               | Uruguay     | 1917, 1923, 1924, 1942, 1956, 1967, 1995             |
| 7               | Cile        | 1920, 1926, 1941, 1945, 1955, 1991, 2015             |
| 6               | Perù        | 1927, 1935, 1939, 1953, 1957, 2004                   |
| 6               | Brasile     | 1919, 1922, 1949, 1989, 2019, 2021                   |
| 3               | Vari Paesi  | 1975, 1979, 1983                                     |
| 3               | Ecuador     | 1947, 1959, 1993                                     |
| 2               | Bolivia     | 1963, 1997                                           |
| 2               | Stati Uniti | 2016, 2024                                           |
| 1               | Paraguay    | 1999                                                 |
| 1               | Colombia    | 2001                                                 |
| 1               | Venezuela   | 2007                                                 |

### I migliori marcatori per edizione
| Edizione         | Capocannoniere                                                                  | Nazionale                 | Gol |
| ---------------- | ------------------------------------------------------------------------------- | ------------------------- | --- |
| Argentina 1916   | Isabelino Gradín                                                                | Uruguay                   | 3   |
| Uruguay 1917     | Ángel Romano                                                                    | Uruguay                   | 4   |
| Brasile 1919     | Arthur Friedenreich Neco                                                        | Brasile                   | 4   |
| Cile 1920        | José Pérez Ángel Romano                                                         | Uruguay                   | 3   |
| Argentina 1921   | Julio Libonatti                                                                 | Argentina                 | 3   |
| Brasile 1922     | Juan Francia                                                                    | Argentina                 | 4   |
| Uruguay 1923     | Vicente Aguirre Pedro Petrone                                                   | Argentina Uruguay         | 3   |
| Uruguay 1924     | Pedro Petrone                                                                   | Uruguay                   | 4   |
| Argentina 1925   | Manuel Seoane                                                                   | Argentina                 | 6   |
| Cile 1926        | David Arellano                                                                  | Cile                      | 7   |
| Perù 1927        | Alfredo Carricaberry Segundo Luna Roberto Figueroa Pedro Petrone Héctor Scarone | Argentina Uruguay         | 3   |
| Argentina 1929   | Aurelio Ramón González                                                          | Paraguay                  | 5   |
| Perù 1935        | Herminio Masantonio                                                             | Argentina                 | 4   |
| Argentina 1937   | Raúl Toro                                                                       | Cile                      | 7   |
| Perù 1939        | Teodoro Fernández                                                               | Perù                      | 7   |
| Cile 1941        | Juan Marvezzi                                                                   | Argentina                 | 5   |
| Uruguay 1942     | Herminio Masantonio José Manuel Moreno                                          | Argentina                 | 7   |
| Cile 1945        | Norberto Méndez Heleno                                                          | Argentina Brasile         | 6   |
| Argentina 1946   | José María Medina                                                               | Uruguay                   | 7   |
| Ecuador 1947     | Nicolás Falero                                                                  | Uruguay                   | 8   |
| Brasile 1949     | Jair                                                                            | Brasile                   | 9   |
| Perù 1953        | Francisco Molina                                                                | Cile                      | 7   |
| Cile 1955        | Rodolfo Micheli                                                                 | Argentina                 | 8   |
| Uruguay 1956     | Enrique Hormazábal                                                              | Cile                      | 4   |
| Perù 1957        | Humberto Maschio Javier Ambrois                                                 | Argentina Uruguay         | 9   |
| Argentina 1959   | Pelé                                                                            | Brasile                   | 8   |
| Ecuador 1959     | José Sanfilippo                                                                 | Argentina                 | 6   |
| Bolivia 1963     | Carlos Alberto Raffo                                                            | Ecuador                   | 6   |
| Uruguay 1967     | Luis Artime                                                                     | Argentina                 | 5   |
| 1975             | Leopoldo Luque José Ernesto Díaz                                                | Argentina Colombia        | 4   |
| 1979             | Jorge Peredo Eugenio Morel                                                      | Cile Paraguay             | 4   |
| 1983             | Jorge Burruchaga Roberto Dinamite Carlos Alberto Aguilera                       | Argentina Brasile Uruguay | 3   |
| Argentina 1987   | Arnoldo Iguarán                                                                 | Colombia                  | 4   |
| Brasile 1989     | Bebeto                                                                          | Brasile                   | 6   |
| Cile 1991        | Gabriel Batistuta                                                               | Argentina                 | 6   |
| Ecuador 1993     | José Dolgetta                                                                   | Venezuela                 | 4   |
| Uruguay 1995     | Gabriel Batistuta Luis García                                                   | Argentina Messico         | 4   |
| Bolivia 1997     | Luis Hernández                                                                  | Messico                   | 6   |
| Paraguay 1999    | Rivaldo Ronaldo                                                                 | Brasile                   | 5   |
| Colombia 2001    | Víctor Aristizábal                                                              | Colombia                  | 6   |
| Perù 2004        | Adriano                                                                         | Brasile                   | 7   |
| Venezuela 2007   | Robinho                                                                         | Brasile                   | 6   |
| Argentina 2011   | Paolo Guerrero                                                                  | Perù                      | 5   |
| Cile 2015        | Eduardo Vargas Paolo Guerrero                                                   | Cile Perù                 | 4   |
| Stati Uniti 2016 | Eduardo Vargas                                                                  | Cile                      | 6   |
| Brasile 2019     | Everton Paolo Guerrero                                                          | Brasile Perù              | 3   |
| Brasile 2021     | Luis Díaz Lionel Messi                                                          | Colombia Argentina        | 4   |
| Stati Uniti 2024 | Lautaro Martínez                                                                | Argentina                 | 5   |

### Classifica assoluta dei marcatori
Aggiornata all'edizione 2021. In grassetto i calciatori in attività.
| Pos. | Nome                | Gol |
| ---- | ------------------- | --- |
| 1    | Norberto Méndez     | 17  |
| 1    | Zizinho             | 17  |
| 3    | Teodoro Fernández   | 15  |
| 3    | Severino Varela     | 15  |
| 5    | Paolo Guerrero      | 14  |
| 5    | Lionel Messi        | 14  |
| 5    | Eduardo Vargas      | 14  |
| 7    | Ademir              | 13  |
| 7    | Gabriel Batistuta   | 13  |
| 7    | Jair                | 13  |
| 7    | José Manuel Moreno  | 13  |
| 7    | Héctor Scarone      | 13  |
| 13   | Roberto Porta       | 12  |
| 13   | Ángel Romano        | 12  |
| 15   | Herminio Masantonio | 11  |
| 15   | Didi                | 11  |
| 17   | Javier Ambrois      | 10  |
| 17   | Héctor Castro       | 10  |
| 17   | Enrique Hormazábal  | 10  |
| 17   | Arnoldo Iguarán     | 10  |
| 17   | Ángel Labruna       | 10  |
| 17   | Ronaldo             | 10  |
| 17   | Oscar Gómez Sánchez | 10  |
| 17   | Pedro Petrone       | 10  |

## Mascotte

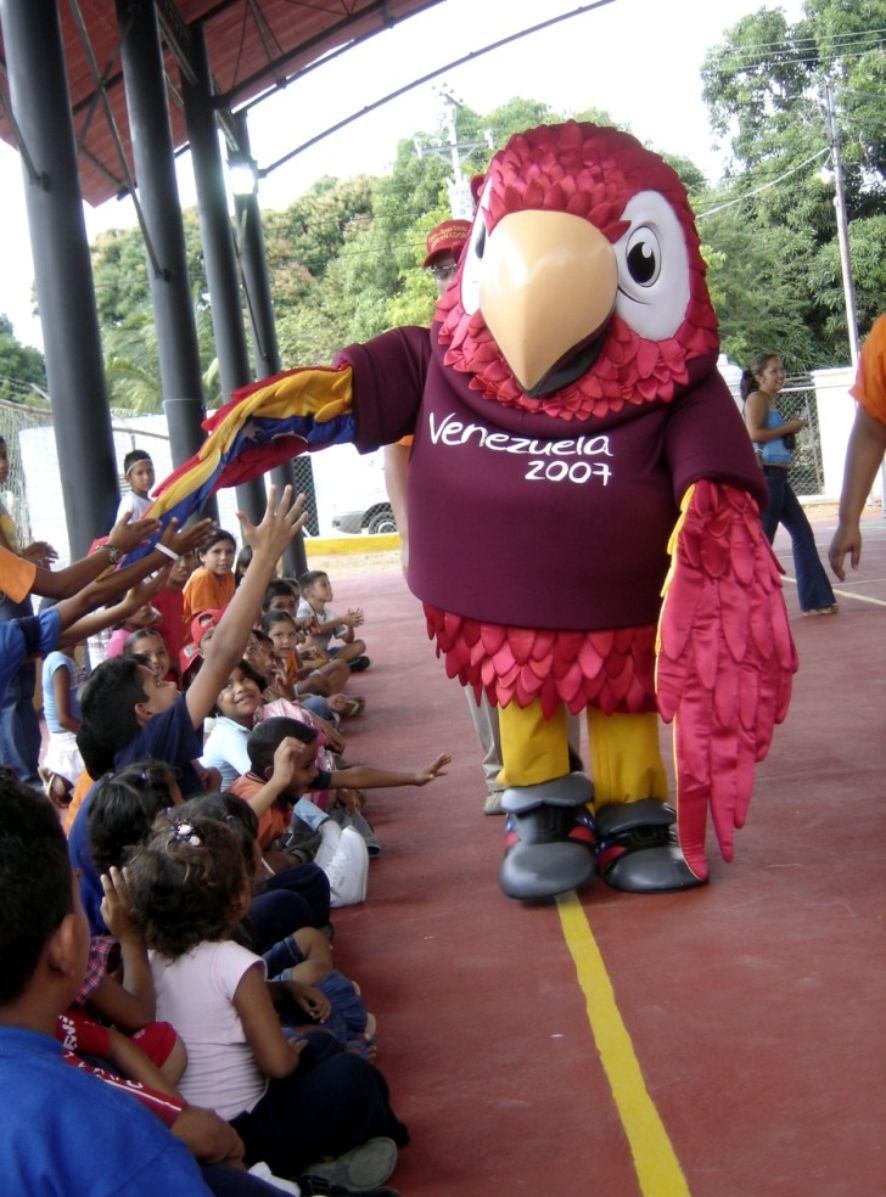
Guaky, mascotte dell'edizione 2007

Dal 1987 ogni edizione della Copa, tranne quella del Centenario del 2016, ha una sua mascotte:
- 1987: Gardelito, versione infantile di Carlos Gardel[24][25]
- 1989: Tico, una specie di tordo[25]
- 1991: Guaso, un huaso stilizzato[25]
- 1993: Chiclito, una pannocchia di mais[25]
- 1995: Torito, un toro[25]
- 1997: Tatú, un armadillo[25]
- 1999: Taguà, un omonimo artiodattilo che beve il tereré[25]
- 2001: Ameriko, un extraterrestre[25]
- 2004: Chasqui, il messaggero degli Incas[25]
- 2007: Guaky, un'ara macao con ali gialle, rosse e blu, i colori della bandiera venezuelana[25]
- 2011: Tangolero, un nandù[25]
- 2015: Zincha, una volpe delle Ande in versione origami[25]
- 2019: Zizito, un capibara[26]
- 2021: Pibe, un cane[27]
- 2024: Capitán, un'aquila reale